# San Julián (Vega de Valcarce)
San Julián es un pueblo del municipio de Vega de Valcarce en la comarca de El Bierzo, (provincia de León, en la comunidad autónoma de Castilla y León, España).

## Historia
Según la leyenda popular, la historia del pueblo nace de una familia gallega, que allá por el siglo XI, llegaron hasta estas tierras. Se dice que esta familia, antes de construir la primera casa, estuvo viviendo unos meses en el interior de un castaño que se supone estaba situado entre los actuales pueblos de San Julián y Otero de San Julián, en las faldas del monte Capeloso, tierra de antiguos molinos.
San Julián abandona su principal seña de identidad en cuanto culmina el pueblo de Herrerías de Valcarce. La iglesia que da nombre a la localidad se encuentra en el mencionado Herrerías, y hasta allí han de desplazarse los habitantes de San Julián para los actos litúrgicos. Antiguamente existió una ermita en la localidad de San Julián, pero finalmente se decidió que "era mejor bajar los muertos a Herrerías que subirlos de Herrerías hasta aquí", dice el pedáneo, Adolfo Samprón. Así que Herrerías, además de quedarse con la iglesia, se quedó también con el cementerio.
Actualmente, la iglesia de San Julián está situada en un altozano al sur del núcleo de Las Herrerías. Es un monumento del siglo XVIII y pertenece al estilo barroco-neoclásico. Es un edificio de una nave con cabecera resaltada y espadaña a los pies.

## La economía del pueblo
Los principales ingresos económicos del pueblo se obtienen gracias a los castaños que pueblan el paisaje de San Julián. Ésta es la riqueza fundamental, porque, actualmente, los productos de la huerta no se comercializan, sino que son utilizados para el consumo personal de los habitantes.
En lo que se refiere a ganadería, la más abundante es la vacuna, y estos animales se dedican al consumo familiar. No hace muchos años abundaba también la porcina. Actualmente este tipo de ganadería se ha reducido hasta el punto en que los habitantes compran cerdos durante los meses de agosto y septiembre, para realizar las matanzas típicas en diciembre. Desgraciadamente este acto tan típico, la matanza, también está a punto de desaparecer. La gente más joven no vive en el pueblo para poder continuar la tradición, y el resto de habitantes son todos ancianos, y no pueden realizar solos estos actos. La que sí ha desaparecido por completo es la ganadería ovina y caprina, hecho que provoca que los montes aledaños al pueblo se estén cubriendo de maleza a pasos agigantados, porque ya no hay ganado que acuda a pastar a los mismos. 
Pero en realidad la principal economía de la zona es el subsidio por jubilación que recibe la mayor parte de los menos de 30 habitantes que todavía permanecen en San Julián.

## San Julián según Madoz
En el diccionario provincial de León llevado a cabo por Pascual Madoz entre 1845 y 1850, San Julián era una entidad compuesta además por los pueblos de Herrerías y Hospital, y siempre se denominaba a los tres como uno solo.
Madoz señalaba que su clima es templado en primavera y verano, y muy frío en el invierno; y las enfermedades más comunes en la zona son las pulmonías, dolores de costado, viruelas y sarampión en los niños. Las tres entidades que formaban un pueblo daban nombre cada uno a un barrio.
También apuntaba Madoz que los montes estaban poblados de hayas, acebos y robles, y el principal es el denominado Capeloso, de donde hoy día llega el agua potable hasta San Julián. El caudal del cual está entubado en 2,2 kilómetros hasta llegar al pueblo. 
Y finalizaba Pascual Madoz haciendo mención de los principales productos agrícolas que se daban en la zona: centeno, poco trigo, avena, legumbres, patatas, frutas y pastos. Además, en lo que se refiere al ganado, se señala que había ganado lanar, vacuno, caprino y porcino, y que era una buena zona para la caza de perdices.